# Цедровский, Ян
Ян Цедровский (3 марта 1617, д. Погост близ Слуцка — после 1682) — подчаший новогрудский, мемуарист.

## Биография
Родился в дворянской кальвинистской семье Ивана Цедровского и Софьи Циолковны Комаровской.
В 1631 г. отец отправил сначала на учёбу в Кёнигсберг, затем — в Краковский университет.
В 1637 г. стараниями отца поступил на службу к князю Богуславу Радзивиллу (служил на протяжении 32 лет до самой смерти князя).
В том же году сопровождал князя в поездке по Европе и посетил Гданьск, Щецин, Любек, Гамбург, Зунд, Амстердам, Мидельбург, Париж, Лондон, Кёнигсберг.
Во время войны России с Речью Посполитой (1654—1667), после захвата Вильно войском московского царя Алексея Михайловича (08.08.1655 г.), бежал с семьей в Жемайтию под протекторат шведов.
После возвращения, возил царю под Друю петицию минского дворянства.
В 1658 году принимал участие в боевых действиях минского дворянства против царского войска.
В 1660 году был проводником дивизии Чарнецкого от Сверженя до р. Березины. Пользовался большим авторитетом среди дворян Минского воеводства.
Позднее проживал в Вильно, был депутатом Главного Трибунальского суда от Минского воеводства.
Автор мемуаров.

## Семья
Братья — Томаш, Александр и Стефан, который с Яном был близнецами; сестра Анна.
16102.1648 г. в Минске Ян Цедровский женился на Марие Швейковской, дочери новогрудского хорунжего Самуила Швейковского и Ядвиги Самсоновны Подберезской Швейковской. Первая жена умерла через год бездетной.
Вторым браком был женат на Анне Мирской, дочери Григория Мирского, великого стражника литовского. От второго брака родились сын Григорий (род. 1651) и дочь Теофилия (род. 1653). Дочь Екатерина умерла в 2-летнем возрасте от оспы.
В третьем браке был женат на Софье Римовидовне, когда проживал в Вильно.

## Издания сочинений
- Записная книга Яна Цедровского, собственноручно писанная, памятник исторический XVII века, найденный ксендзом Иосифом Малышкевичем, магистром богословия, почетным корреспондентом Императорской публичной библиотеки// Временник Императорского Московского общества истории и древностей российских. — 1855. — Кн.25. — С. 13—24.